# Густаво Діас Ордас
Густаво Діас Ордас Боланьос (ісп. Gustavo Díaz Ordaz Bolaños; 12 березня 1911, Сьюдад-Сердан — 15 липня 1979, Мехіко) — президент Мексики в 1964–1970 роках.

## Біографія
Батько Рамон Діас Ордас Редонет працював бухгалтером, а мати Сабіна Боланьос Качо де Діас Ордас, працювала вчителем у школі. Діас Ордас здобув юридичну освіту в Університет штату Пуебла в 1937 році. Він став професором в університеті і займав пост віце-ректора в 1940–1941 роках. У 1943 році він став заступником губернатора штату Пуебла, і обирався сентаром від цього ж штату в 1946–1952 рр. Служив секретарем уряду в кабінеті президента Адольфо Матеоса в 1958–1964. З 1 грудня 1963, він став кандидатом від Інституційно-революційної партії і переміг на президентських виборах 8 вересня 1964.
Як президент Діас Ордас був відомий своєю авторитарною манерою правління в своєму кабінеті міністрів і в країні в цілому. Його жорсткість викликала низку протестів, велика кількість залізничників, вчителів і лікарів були звільнені за участь у страйках. Коли студенти в Мехіко почали протестувати проти дій уряду під час Літніх Олімпійських ігор 1968, Діас Ордас наказав армії зайняти Національний університет Мексики і заарештувати кількох студентів, що призвело до зіткнення беззбройних демонстрантів і армії в центрі Мехіко 2 жовтня 1968 і кровопролиття. Мексиканська армія безжально придушила виступ беззбройних студентів, а також жителів міста, які дозволяли студентам ховатися в своїх будинках. Статистика про жертви цього інциденту часто змінюється з політичних мотивів. Деяких заарештованих людей тримали у в'язниці по кілька років. Ці дії в кінцевому підсумку були засуджені його наступниками. Після того, як термін його повноважень закінчився, Діас Ордас і його сім'я перестали з'являтися на публіці. У 1977 році він був призначений першим послом в Іспанії за 38 років, після відновлення дипломатичних відносин. У ході свого короткого перебування на посту посла, він був зустрінутий вороже як з боку іспанських, так і з боку мексиканських ЗМІ, які постійно задавали питання про його дії як президента, і пішов у відставку протягом декількох місяців у зв'язку з цим, а також через проблеми зі здоров'ям. Помер у Мехіко 15 липня 1979 від раку.